# Ranunculus wallichianus
Ranunculus wallichianus Wight & Arn. – gatunek rośliny z rodziny jaskrowatych (Ranunculaceae Juss.). Występuje endemicznie w Indiach – w stanach Kerala, Tamilnadu oraz Karnataka. 

## Morfologia
PokrójBylina pnąca.
LiścieSą owłosione, trójdzielne, złożone z potrójnie klapowanych segmentów. Mierzą 4–8 cm szerokości. Liść jest na brzegu karbowanyOgonek liściowy jest owłosiony i ma 5–18 cm długości.
KwiatySą pojedyncze. Dorastają do 10 mm średnicy. Mają 5 podłużnych i owłosionych działek kielicha, które dorastają do 4 mm długości i 2 mm szerokości. Mają 5 odwrotnie jajowatych płatków o długości 5 mm i szerokości 3 mm. Mają tępy wierzchołek. Kwiaty mają wiele pręcików i słupków. Osadzone są na szypułkach o długości 2 cm.
OwoceKrótko owłosione niełupki o elipsoidalnym kształcie z krótkim dzióbkiem. Dorastają do 4 mm długości.

## Biologia i ekologia
Rośnie w wiecznie zielonych lasach. Kwitnie od czerwca do października. 